# بدره گونبا
بدرا زورابویچ گونبا ( به زبان آبخازی : Бадра Зураб-и ԥа Гәынба ، به زبان رومیایی:  Badra Zurab-ipha Gwynba ؛ روسی : Бадра Зурабович Гунба ؛ زاده ۱۴ مارس ۱۹۸۱) یک سیاستمدار آبخازی است که از ۲ آوریل ۲۰۲۵ رئیس جمهور  آبخازیا است

## زندگینامه

### اوایل زندگی
بدره گونبا در ۱۴ مارس ۱۹۸۱ در سوخومی ، جمهوری سوسیالیستی خودمختار شوروی آبخازیا متولد شد . او در سال ۱۹۹۸ از دانشگاه ایالتی سوخومی فارغ‌التحصیل شد و به عنوان معلم اقتصاد در دانشگاه ایالتی آبخازیا مشغول به کار شد. در سال ۲۰۰۳، او از دانشگاه کشاورزی ایالتی ساراتوف با مدرک حسابداری و حسابرسی فارغ‌التحصیل شد .
از دسامبر ۲۰۰۳ تا آگوست ۲۰۰۴، گونبا به عنوان متخصص در بخش امور اجتماعی و تأمین مالی دستگاه‌ها برای شهرداری ساراتوف کار کرد . او از مارس ۲۰۰۴ تا فوریه ۲۰۰۶ سمت‌های مختلفی در بخش مالی شهر داشت. او در سال ۲۰۰۷ مدرک دکترا را از دانشگاه کشاورزی ایالتی ساراتوف دریافت کرد.

### سیاست
از ژانویه ۲۰۰۹ تا اکتبر ۲۰۱۱، گونبا معاون وزیر فرهنگ و سپس از ژانویه ۲۰۱۱ تا ژانویه ۲۰۱۴ وزیر فرهنگ بود. او در سال ۲۰۲۰ معاون رئیس جمهور آبخازیا شد.
رئیس جمهور اصلان بژانیا در نوامبر ۲۰۲۴، پس از آنکه معترضان کنترل ساختمان‌های دولتی را به دست گرفتند، استعفا داد. گونبا به ریاست جمهوری رسید و در انتخابات ریاست جمهوری ۲۰۲۵، آدگور آردزینبا را شکست داد .  روسیه که پس از استعفای بژانیا، برق آبخازیا را قطع کرده بود، از طریق سرگئی کرینکو در انتخابات دخالت کرد . 
گونبا در ۳ مارس ۲۰۲۵ ولادیمیر دلبا را به عنوان نخست وزیر منصوب کرد